# Dendropsophus walfordi
Dendropsophus walfordi  (лат.) — вид земноводных из семейства квакши. Эндемик Южной Америки: Бразилия и Боливия. Встречаются во влажных саваннах, субтропических и тропических лесах, реках на высотах до 1200 м. Вид D. walfordi был впервые описан в 1962 году бразильским зоологом Вернером Бокерманном (Werner Bokermann, 1929—1995) под первоначальным названием Hyla walfordi Bokermann, 1962.